# Provincia de Última Esperanza
Provincia de Última Esperanza är en provins i Chile.   Den ligger i regionen Región de Magallanes y de la Antártica Chilena, i den södra delen av landet, 1 900 km söder om huvudstaden Santiago de Chile. Antalet invånare är 18 685. Arean är 55 444 kvadratkilometer.
Terrängen i Última Esperanza är bergig österut, men västerut är den kuperad.
Última Esperanza delas in i:
- Natales
- Torres del Paine

Provinsens huvudstad är Puerto Natales.